# Nycteola lathamianus
Nycteola lathamianus är en fjärilsart som beskrevs av John Obadiah Westwood och Henry Noel Humphreys. Nycteola lathamianus ingår i släktet Nycteola och familjen trågspinnare. Inga underarter finns listade i Catalogue of Life.